# Tu salud
Tu salud (Ваше здоровье! en V. O., transl.: Vashe zdorovie!) es un cortometraje de animación tradicional soviética producido en 1965 por los estudios Soyuzmultfilm y dirigido por Ivan Aksenchuk.

## Argumento
La producción es un corto animado educativo donde el hilo argumental se centra en las ventajas de mantener un estilo de vida saludable.
El filme empieza con un hombre a las puertas de un hospital de maternidad, donde su mujer está dando a luz. Ya como padres, estos procuran darle una buena educación y le acompañan hasta que cumple la mayoría de edad, tal como se va mostrando en varias señales en cada una de las etapas. 
Llega el momento de dejarle que siga su camino. Para que la vida se le haga lo más fácil posible, su padre le deja a cargo de un "asistente": su Salud (representado como una persona atlética idéntica al hijo adulto), el cual le protegerá siempre y cuando le (i. e. la cuide). Mientras progresa en la vida, conoce a una joven tractorista a la que rescata tras caer al hielo; compagina estudios con la vida laboral y se dedica al deporte obteniendo varios triunfos con la ayuda de la Salud. Sin embargo, todo se tuerce al cumplir los 25 años, cuando conoce a sus "amigos", los cuales le convencen para brindar por sus éxitos.
Confiando en que su Salud es "de hierro", tal como le dijo su padre, este empieza a abusar del alcohol a pesar de que la Salud intenta persuadirle para que se detenga sin hacerle caso. En consecuencia, la Salud empieza a caer enferma, y lo que antes era una versión atlética y fornida de uno mismo, acaba convirtiéndose en una "persona" débil de aspecto verde. Por otra parte, poco queda del hombre que una vez fue y al que su Salud lleva a rastras a un policlínico a los treinta años con la esperanza de reconducir su vida, sin embargo continúa sin hacer caso al médico y opta por saltarse el régimen alimenticio.
La siguiente escena conduce a los dos a bordo de un tren que los lleva a la playa, donde este se reencuentra con la mujer a la que salvó la vida y con la que tuvo la esperanza de iniciar una familia, sin embargo, cuando esta se mete mar adentro para jugar, la Salud le impide el paso al encontrarse en pésima forma siendo esta la única manera en la que empieza a pensar en lo mal que ha estado tratando a su Salud.
Decidido a poner remedio al problema, toma la peor decisión posible: automedicarse, provocando de esta manera la perdición de la Salud y en consecuencia le llega la posible muerte prematura cuando llega a los cuarenta años.
Finalmente, cuando este se pregunta si de veras es el final, otra Salud fornida rompe la cuarta pared y le responde que "no tiene porqué ser el final, siempre que cuides tu Salud" mientras derriba con una barra la palabra конец («fin») formada con botellas de alcohol, ceniceros, tabaco y copas de vino.

## Reparto
- Anatoliy Papanov son Adulto y Salud.
- Yelena Ponsova es Madre.
- Aleksandr Grave es Padre.
- Georgiy Vitsin son Amigos y Enfermedades.
- Anatoliy Kubatskiy es Médico (endocrino).
- Klara Rumyanova es Mujer Tractorista.

## Premio
| Año  | Festival                  | Categoría                                 |
| ---- | ------------------------- | ----------------------------------------- |
| 1966 | Cortina d'Ampezzo, Italia | Diploma de Honor Mejor Película Deportiva |